# Saint-François-Longchamp
Saint-François-Longchamp é uma comuna francesa na região administrativa de Auvérnia-Ródano-Alpes, no departamento de Saboia. Estende-se por uma área de 12,97 km². Em 2010 a comuna tinha 551 habitantes (densidade: 42,5 hab./km²).